# Bahnhof Praha-Vršovice

Der Bahnhof Praha-Vršovice ist eine Betriebsstelle der Bahnstrecke České Velenice–Praha und der abzweigenden Bahnstrecke Praha-Vršovice–Praha-Modřany im Stadtteil Vršovice der tschechischen Hauptstadt Prag. Der bestehende Personenbahnhof dient neben dem Regional- auch dem innerstaatlichen Fernverkehr. Der östlich gelegene Rangierbahnhof Praha-Vršovice seřaďovací nádraží wurde 1999 geschlossen.

## Lage und Verbindungen
Der Durchgangsbahnhof Praha-Vršovice besitzt fünf Bahnsteiggleise an drei Bahnsteigen und befindet sich im gleichnamigen Stadtviertel an der Straße Ukrajinská und unweit des Parks Havlíčkovy sady.
Hier halten Züge, die den Prager Hauptbahnhof Richtung Südböhmen nach Tábor und Budweis verlassen.
Westlich besteht Anschluss an die Prager Verbindungsbahn. Östlich des Bahnhofs schließt sich ferner neben einem weiträumigen Bahnbetriebsgelände mit zwei Ringlokschuppen eine weit ausgreifende Verbindungskurve über den Regionalbahnhof Praha-Krč und über die Moldau zur Strecke Richtung Pilsen an, die zur Umfahrung des Bahnhofs Praha-Smíchov genutzt werden könnte. Von dieser Verbindungsstrecke aus bestehen wiederum Verbindungskurven zu verschiedenen Ausfallstrecken.
Durch das östlich gelegene Areal des ehemaligen Rangierbahnhofs (Praha-Vršovice seřaďovací nádraží) führt heute die neutrassierte, viergleisige Trasse der Bahnstrecke České Velenice–Praha.

### Anbindung an innerstädtischen Verkehr
Im Netz der Esko Prag wird der Bahnhof von den Linien S3, R3, S8, S80 und S9 erreicht. Vor dem Bahnhofsgebäude befindet sich die Haltestelle der Straßenbahnlinien 7 und 24. Des Weiteren soll in der Nähe des Bahnhofs am Náměstí Bratří Synků eine Station der geplanten Metrolinie D entstehen.

## Geschichte

### Der Bahnhofsname
- 1880–1912 Nusle–Vršovice
- 1912–1921 Vršovice–Nusle
- 1921–1941 Praha-Nusle
- seit 1941 Praha–Vršovice

### Aufnahmsgebäude
Das Aufnahmsgebäude von der k.k. privilegierten Kaiser Franz Josephs-Bahn in den Jahren 1880–1882 erbaut. Das ursprüngliche einstöckige Gebäude wurde nach einem Entwurf von Hartwig Fischel errichtet. 1899 wurde es umgebaut, an den Seiten um ein Stockwerk erhöht und ebenerdige Seitenflügel angebaut.
Nach 1960 wurden ein neuer Wartesaal angebaut und Änderungen an der Fassade vorgenommen. Bei der 2009 abgeschlossenen Renovierung des Gebäudes wurden diese unangemessenen Eingriffe, insbesondere der Anbau vor dem historischen Gebäude, entfernt und einige architektonische Elemente in den Zustand von 1899 zurückversetzt, einschließlich der ursprünglichen Innenausstattung.

### Rangierbahnhof
Der Rangierbahnhof Praha-Vršovice wurde mit der Erweiterung des Bahnhofs im Jahr 1919 eröffnet. Neben Dresden-Friedrichstadt und Chemnitz-Hilbersdorf war er einer von drei Güterbahnhöfen in Europa, die als sogenannter Gefällebahnhof nach dem Gravitationsprinzip funktionierten. Er wurde im Jahr 1999 geschlossen und nachher abgerissen.